# Dictyonella alonsoi
Dictyonella alonsoi är en svampdjursart som beskrevs av Carballo,Uriz och Garcia-Gomez 1996. Dictyonella alonsoi ingår i släktet Dictyonella och familjen Dictyonellidae. Inga underarter finns listade i Catalogue of Life.